# Samozalepljiv rezervoar za gorivo
Samozalepljiv rezervoar za gorivo je vrsta rezervoarja, ki v primeru poškodbe zaradi sovražnikovega ognja, preprečuje odtakanje in vžig goriva. Veliko se uporabljajo v letalstvu od 2. svetovne vojne naprej. Tehnologijo uporabljajo tudi druga vozila, največkrat vojaška.
Samozalepljivi rezervoarji so zgrajeni iz več stopenj gume in ojačevalne tkanine. Ena stopnja je iz vulkanizirane gume, druga pa iz naravne gume, ki absorbira gorivo, se napihne in preprečuje nadaljnje odtakanje. 
Ameriška letala iz 2. svetovne vojne so lahko vzdržala dosti večje poškodbe kot Japonska. Samozalepljive rezervoarje so uporabljali tudi Britanci in Nemci.